# PGC 26007
LEDA/PGC 26007, auch UGC 4836, ist eine Balken-Spiralgalaxie im Sternbild Großer Bär am Nordsternhimmel. Sie ist schätzungsweise 486 Millionen Lichtjahre von der Milchstraße entfernt und hat einen Durchmesser von etwa 215.000 Lichtjahren. In ihrer optischen Nähe befindet sich die Galaxie PGC 213580.